# Palais Pazzi
Le palais Pazzi, également connu sous le nom de Palazzo della Congiura ou Palazzo Pazzi-Quaratesi, est un palais de style Renaissance situé au 10 Via del Proconsolo au coin de Borgo Albizzi à Florence, entre le palais Nonfinito et le Palazzo Pazzi-Ammannati au nord.

## Histoire
Ce palais a été commandé par Jacopo de 'Pazzi et construit entre 1458 et 1469 dans une zone principalement occupée par la famille Canto Pazzi . L'architecte du palais est Giuliano da Maiano, bien qu'il ait été attribué par le passé à Michelozzo di Bartolomeo ou Filippo Brunelleschi .
Le palais a été confisqué par les Médicis après l'échec de la conjuration des Pazzi (Congiura di Pazzi). Jacopo de' Pazzi a été exécuté par la foule après l'échec du coup d'État. Le palais devient propriété de la famille française d'Estonville, puis de la famille Cybo (1487). La famille Strozzi en devient propriétaire en 1594, suivie des Quaratesi de 1760 à 1843. En 1850, le palais devient le siège des tribunaux judiciaires : le Tribunale della Suprema Corte di Cassazione. Lorsque Florence est brièvement capitale de l'Italie de 1865-1871, le palais abrite l'ambassadeur de Prusse Karl George Ludwig von Usedow et sa légation.
En 1913, le palais est acquis par la Banca di Firenze et rénové par les architectes Ezio Cerpi et Adolfo Coppedè (1913-1915). Ils ont couvert la cour et ajouté des décorations en céramique et en vitrail de Chino et Galileo Chini. En 1931, il est repris par l'Istituto Nazionale della Previdenza Sociale.

## Description
Les briques de pierre en grès ocre jaune (pietra forte) au rez-de-chaussée cèdent la place à des murs en stuc pâle au deuxième étage (piano nobile) avec des fenêtres à meneaux finement décorées avec des arcs arrondis. Dans la lunette, au-dessus des fenêtres, figurent des fleurs flanquées de voiles gonflées en référence aux entreprises maritimes des Pazzi. Au coin sud de la Via Proconsolo se trouve une copie des armoiries de la famille Pazzi, original sculpté par Donatello, caché à une époque. Des symboles héraldiques similaires, deux dauphins dorés dos à dos autour d'une coupe flamboyante, se trouvent dans les chapiteaux des colonnes de la cour.
Une coupe flamboyante est incluse dans les armoiries, car la tradition affirme qu'en 1101, un ancêtre des Pazzi, Pazzino de' Pazzi, figurait parmi les premiers chrétiens qui escaladèrent les murailles pour prendre Jérusalem pendant la première croisade. En l'honneur de sa bravoure, il a reçu trois pierres ou silex (Pietre del Santo Sepolcro) du Saint-Sépulcre. Celles-ci ont été utilisées pour allumer les lampes du tombeau lorsque Jésus a été enterré. Les pièces sont conservées à l'église Santi Apostoli et liées à la cérémonie élaborée du Scoppio del Carro et à l'éclairage des feux d'artifice du Portafuoco.

## Images

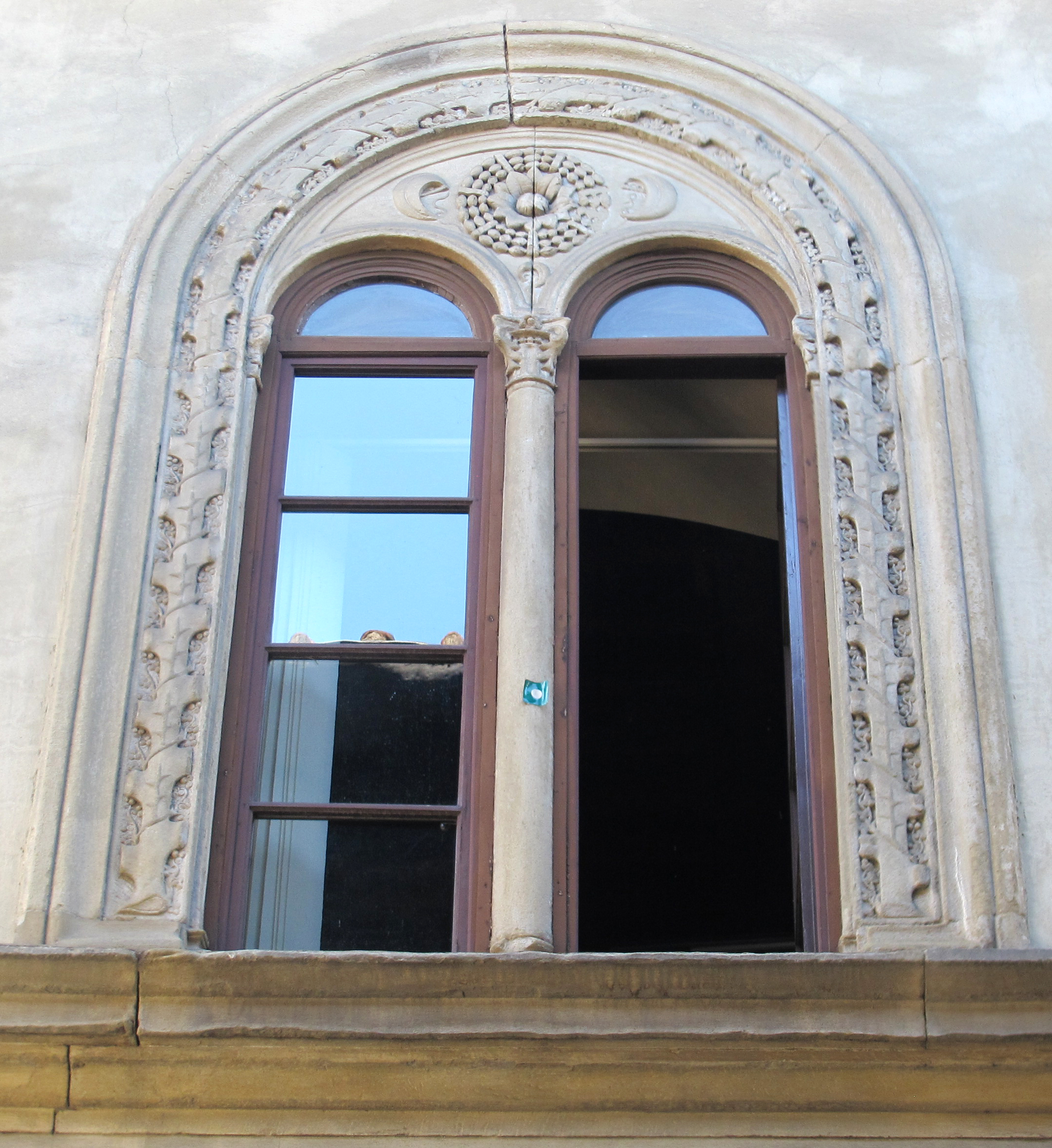
Fenêtres à meneaux et reliefs de lunette.
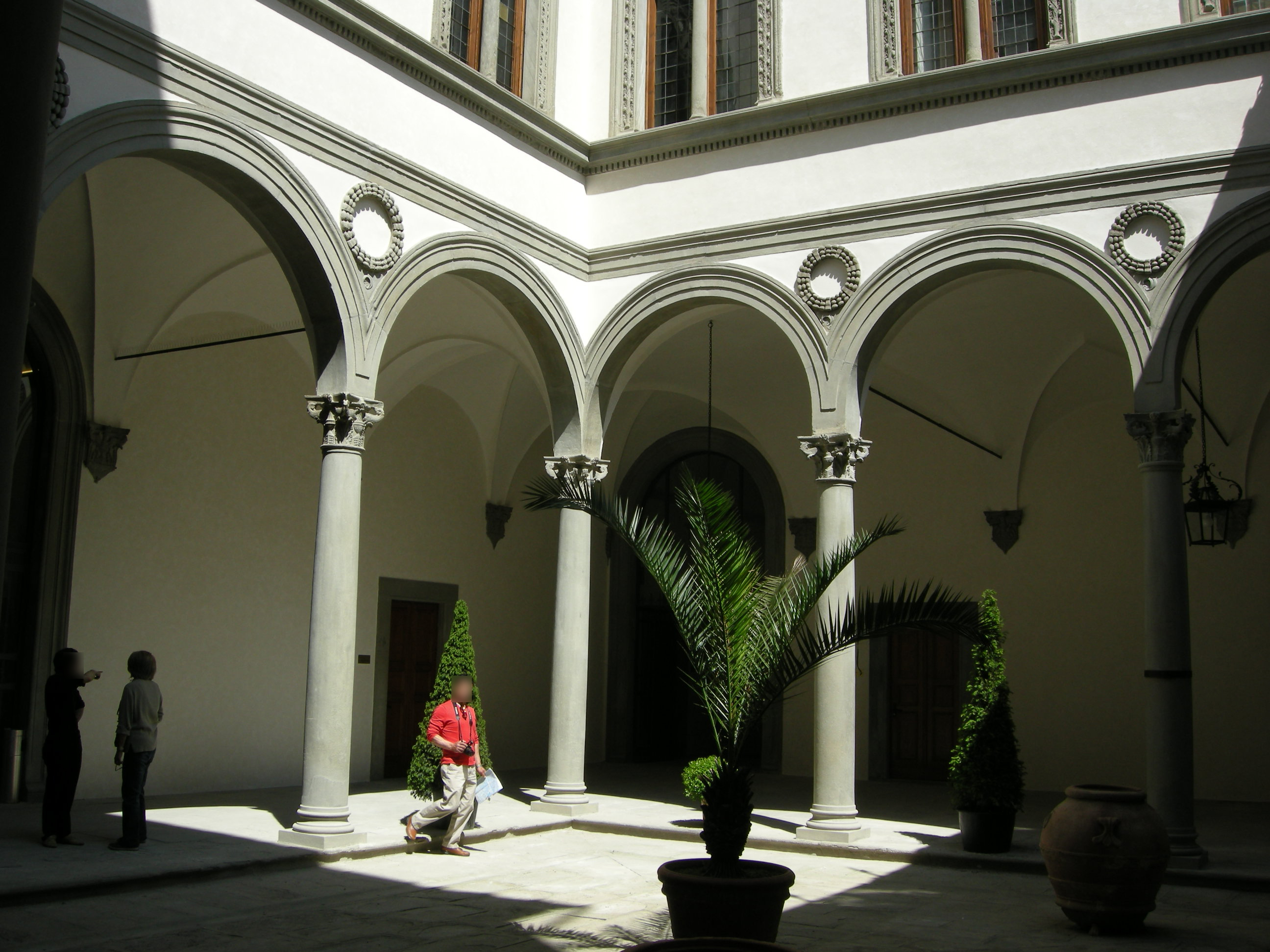
Cour.
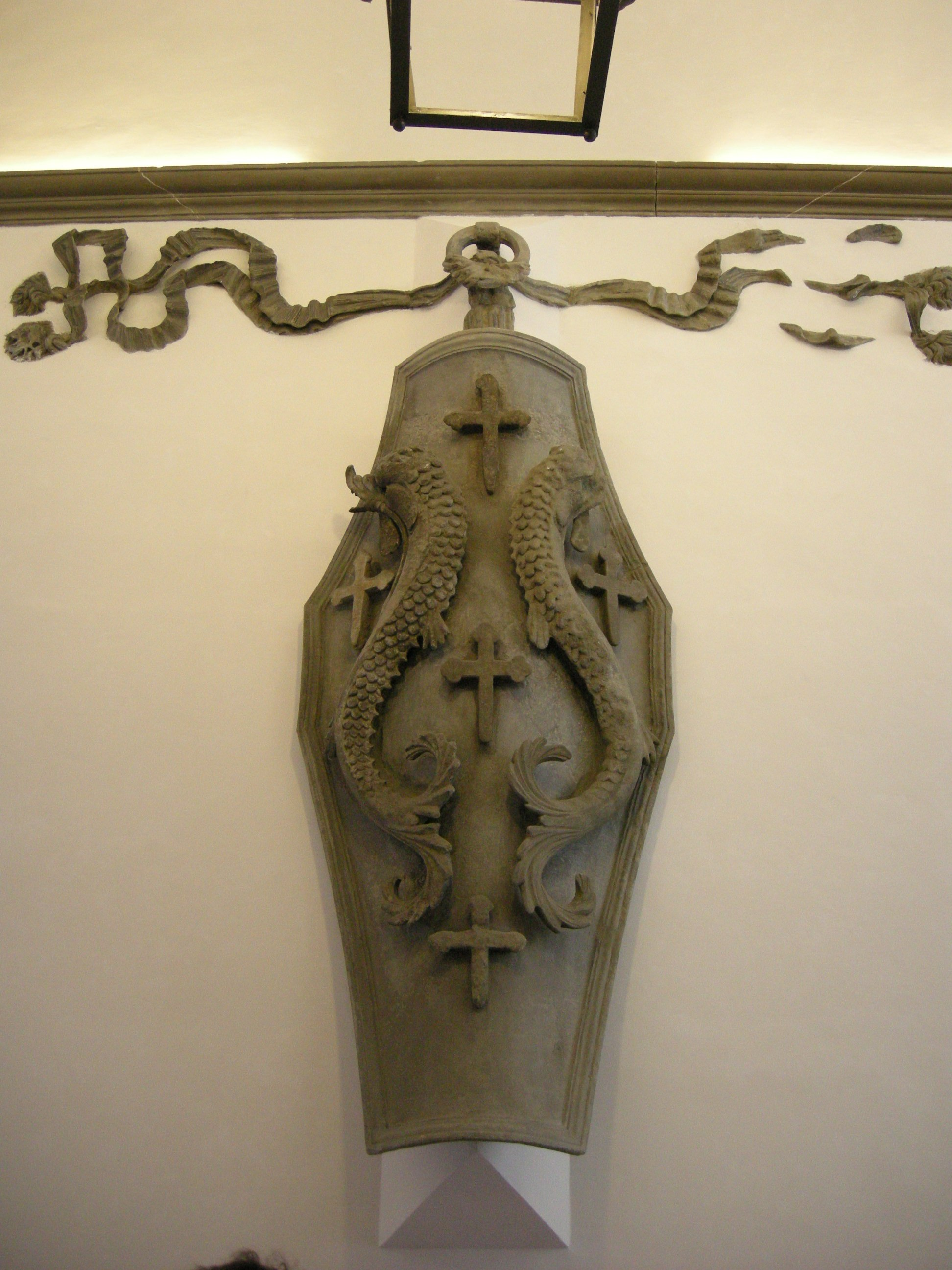
Blason attribué à Donatello.